# Ashanti Alston
Ashanti Omowali Alston és un activista anarquista, rapsode, escriptor i antic membre del Partit de les Panteres Negres (BPP) i del Black Liberation Army (BLA).

## Biografia
Alston tenia 11 anys quan l'assassinat de Malcolm X i 13 anys durant els aldarulls de Newark de 1967, que van tenir lloc a prop de la seva ciutat natal, Plainfield. Ambdós esdeveniments van influir en la seva decisió d'unir-se al Partit de les Panteres Negres als 17 anys, creient que «portaven els ensenyaments de Malcolm X a un altre nivell». El 1971, a causa del muntatge policial del cas Panther 21, veient com diversos dels seus companys s'enfrontaven a una possible condemna a pena de mort, es va unir a l'Exèrcit d'Alliberament Negre, un grup de les Panteres Negres que defensava la lluita armada contra el govern dels Estats Units. El 1974 va ser arrestat i empresonat durant 11 anys per haver participat en un robatori destinat a recaptar fons per al BLA. Va ser durant aquest període de reclusió que va desenvolupar la seva ideologia política, convertint-se a l'anarquisme en contrast amb el marxisme-leninisme i el maoisme explorat per les Panteres Negres.

## Vida personal
El 1984, Alston es va casar amb Safiya Bukhari, membre del BPP i del BLA.